# Pesther Czárdás
Pesther Czárdás, op. 23, är en komposition av Johann Strauss den yngre.  

## Historia
I juni 1846 företog Johann Strauss den yngre en åtta dagars konsertresa via Graz och Ungarisch Altenburg till de ungerska tvillingstäderna Pest och Óbuda (förenade 1872 till Budapest). Där gav han en rad mycket uppskattade konserter mellan 12 och 20 juni. Vid avskedskonserten i Horváth-Garten den 16 juni framfördes ett verk "speciellt komponerat för Pest" som han hade gett titeln Pesther Czárdás. Strauss bevisade därmed att han kunde komponera mer än bara valser och polkor.

## Om verket
Speltiden är ca 5 minuter och 16 sekunder plus minus några sekunder beroende på dirigentens musikaliska tolkning.

## Weblänkar
- Dynastin Strauss 1846 med kommentarer om Pesther Czárdás.
- Pesther Czárdás i Naxos-utgåvan.